# الميزان (صحيفة)
صحيفة الميزان هي صحيفة عربيّة فلسطينيّة صدرت في منطقة الشّرق الأوسط وتحديدا في يافا الفلسطينيّة. كانت تصدر صحيفة الميزان أسبوعيّا إذ بحثت في السّياسة والأدب والنّقد والاقتصاد.
صاحبها ورئيس تحريرها هو الأستاذ عبد الغنيّ الكرميّ.
أما  محرّرها والمسؤول عنها كان  الأستاذ خضر سليم نصّار.
تعتبر صحيفة الميزان  آخر صحيفة صدرت في مدينة يافا خلال فترة الانتداب البريطانيّ على فلسطين .
عاشت صحيفة الميزان فترة قصيرة جدّا خلالها اهتمت بالمسألة الصهيونيّة والهجرة اليهوديّة إلى فلسطين قبل أن تتوقف بشكل تام بعد سقوط المدينة. 